# Cuacos de Yuste
Cuacos de Yuste è un comune spagnolo di 949 abitanti situato nella comunità autonoma dell'Estremadura.

## Storia
Nel Monastero di Yuste, a Cuacos de Yuste, il 21 settembre 1558, morì l'imperatore Carlo V. Egli era prima di ogni altra cosa re di Spagna, ma non conosceva molto bene lo spagnolo e, anzi, parlava il francese. Nonostante ciò egli, già nel 1554, due anni prima della sua abdicazione, incaricò il figlio Filippo II di costruirgli un palazzo nella cittadina, che, piccola e lontana dal mondo, gli offriva quiete, pace e riposo. Così, dopo la sua abdicazione, l'imperatore rimase a Cuacos de Yuste, dove trascorse gli ultimi due anni della sua vita.

## Monumenti e luoghi d'interesse
- Monastero di Yuste